# روز جهانی مبارزه با همجنس‌گراهراسی، تراجنس‌هراسی و دوجنس‌گراهراسی
 روز جهانی مبارزه با همجنس‌گراهراسی، تراجنس‌هراسی و دوجنس‌گراهراسی در تاریخ ۱۷ مه هرسال برگزار می‌شود و هدف آن هماهنگ‌کردن رویدادهای بین‌المللی است که آگاهی از نقض حقوق دگرباشان جنسی را بالا می‌برد و باعث افزایش آگاهی نسبت به حقوق بشر در سراسر جهان می‌شود. در سال ۲۰۱۶ میلادی، این مراسم در ۱۳۲ کشور جهان برگزار شده است.
بنیانگذاران «روز جهانی مبارزه با همجنس‌گراهراسی»، نام اولیه آن این بود، کمیته این روز را که براساس سرنام روز، آیداهو، IDAHO نامیده می‌شود را ساختند تا اقدامات مردمی در کشورهای مختلف، برای ترویج روز و لابی برای رسمیت شناختن رسمی روز در ۱۷ مه هماهنگ کند. این تاریخ در واقع روزی است که همجنسگرایی از طبقه‌بندی بین‌المللی بیماری‌های سازمان‌های بهداشت جهانی (WHO) در سال ۱۹۹۰ حذف شد.

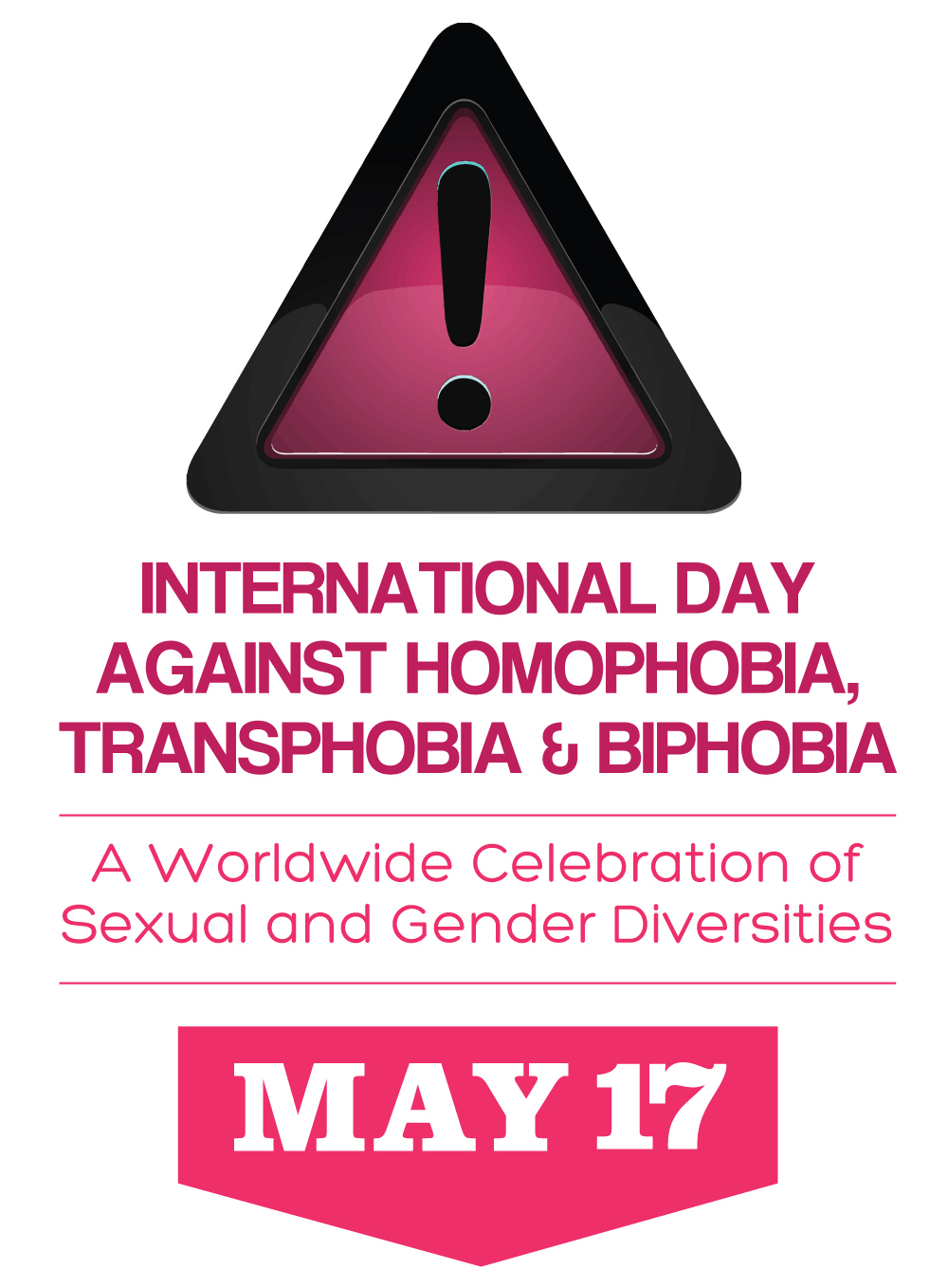
پوستری از روز جهانی مبارزه با «دگرجنس‌گرایان هراسی»